# Света Богородица (Велмевци)
„Света Богородица“ (на македонска литературна норма: „Света Богородица“) е възрожденска църква в демирхисарското село Велмевци, Северна Македония. Църквата е част от Кичевското архиерейско наместничество на Дебърско-Кичевската епархия на Македонската православна църква – Охридска архиепископия.
Църквата е от XVII век. Иконостасът е изработен в 1875 година от мияшки майстори резбари.